# 香柠檬
香柠檬（學名：Citrus × bergamia），又名香柑、香檸檬橙，芸香科柑橘属水果，原产于意大利卡拉布里亞，果實較小、形状似梨。遺傳學研究表明香檸檬很可能是從甜萊姆（Citrus limetta）与塞维利亚柑橘(Citrus aurantium)杂交而来。
香柠檬果肉酸澀，表皮芬芳，可提炼香柠檬油，多應用於格雷伯爵茶。
香柠檬的英文为bergamot或bergamot orange，在漢語中长期被误译为佛手柑，然而香檸檬與佛手柑其實是不同的物种。唇形科的草本植物蜂香薄荷（Monarda didyma）在英文中也可稱bergamot，因此有时也被稱為「佛手柑草」。

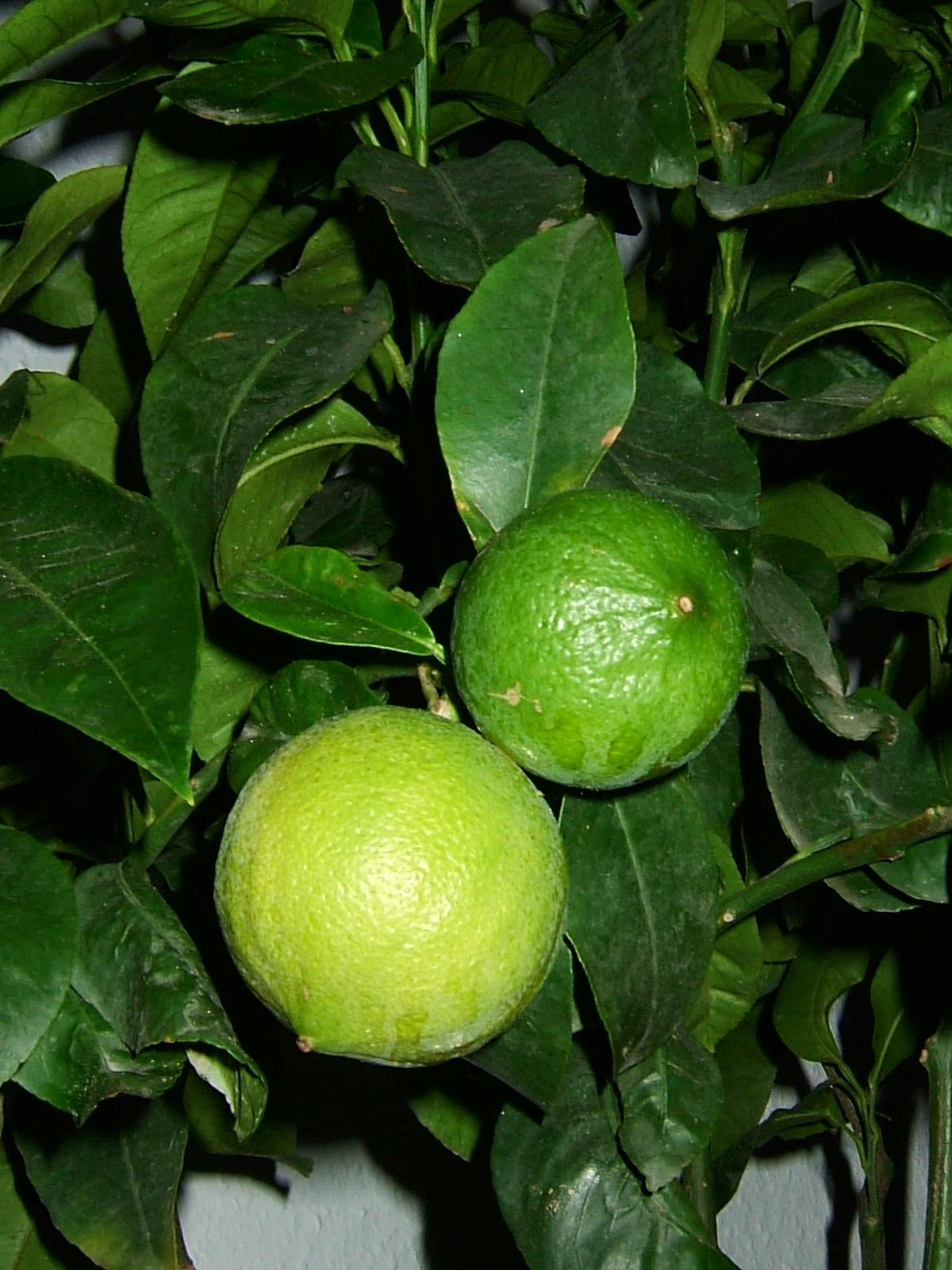
香柠檬